# Mettersdorf am Saßbach
Mettersdorf am Saßbach ist eine Marktgemeinde mit 1360 Einwohnern (Stand 1. Jänner 2024) im Südosten der Steiermark. Sie liegt im Gerichtsbezirk Feldbach bzw. Bezirk Südoststeiermark.

## Geografie

### Geografische Lage
Mettersdorf am Saßbach liegt im Bezirk Südoststeiermark im österreichischen Bundesland Steiermark.

### Gemeindegliederung
Katastralgemeinden sind (Fläche Stand: 31. Dezember 2023):
- Landorf (385,25 ha)
- Mettersdorf (476,22 ha)
- Rannersdorf (449,48 ha)
- Rohrbach (260,99 ha)
- Zehensdorf (697,66 ha)

Das Gemeindegebiet umfasst folgende fünf Ortschaften (in Klammern Einwohnerzahl, Stand 1. Jänner 2024):
- Landorf (128)
- Mettersdorf am Saßbach (564)
- Rannersdorf am Saßbach (236)
- Rohrbach am Rosenberg (127)
- Zehensdorf (305)

### Eingemeindungen
Zum 1. Jänner 1968 wurden die Gemeinden Landorf, Rannersdorf am Saßbach, Rohrbach am Rosenberg (Teil) und Zehensdorf mit Mettersdorf am Saßbach zusammengelegt.

### Nachbargemeinden
| Schwarzautal Bez. Leibnitz                    |                                             | Jagerberg                 |
|                                               | Kompassrose, die auf Nachbargemeinden zeigt |                           |
| Sankt Veit in der Südsteiermark Bez. Leibnitz |                                             | Sankt Peter am Ottersbach |

## Geschichte
Das früheste Schriftzeugnis ist aus dem frühen 13. Jh. und lautet „Medwinsdorf“. Der Name geht auf den altslawischen Personennamen *Medvĕdъ zurück.
Die Aufhebung der Grundherrschaften erfolgte 1848. Die Ortsgemeinde als autonome Körperschaft entstand 1850. Nach Ende des Ersten Weltkriegs kam es zu Auseinandersetzungen mit der Laibacher „Nationalregierung für Slowenien und Istrien“ über die Zugehörigkeit des Gebiets. Nach der Annexion Österreichs 1938 kam die Gemeinde zum Reichsgau Steiermark, 1945 bis 1955 war sie Teil der britischen Besatzungszone in Österreich.
Mit 1. Jänner 1951 wurde der Name der Gemeinde von Mettersdorf in Mettersdorf am Saßbach geändert. Mit 1. Jänner 1998 wurde der Gemeinde die Bezeichnung „Marktgemeinde“ verliehen.

## Kultur und Sehenswürdigkeiten

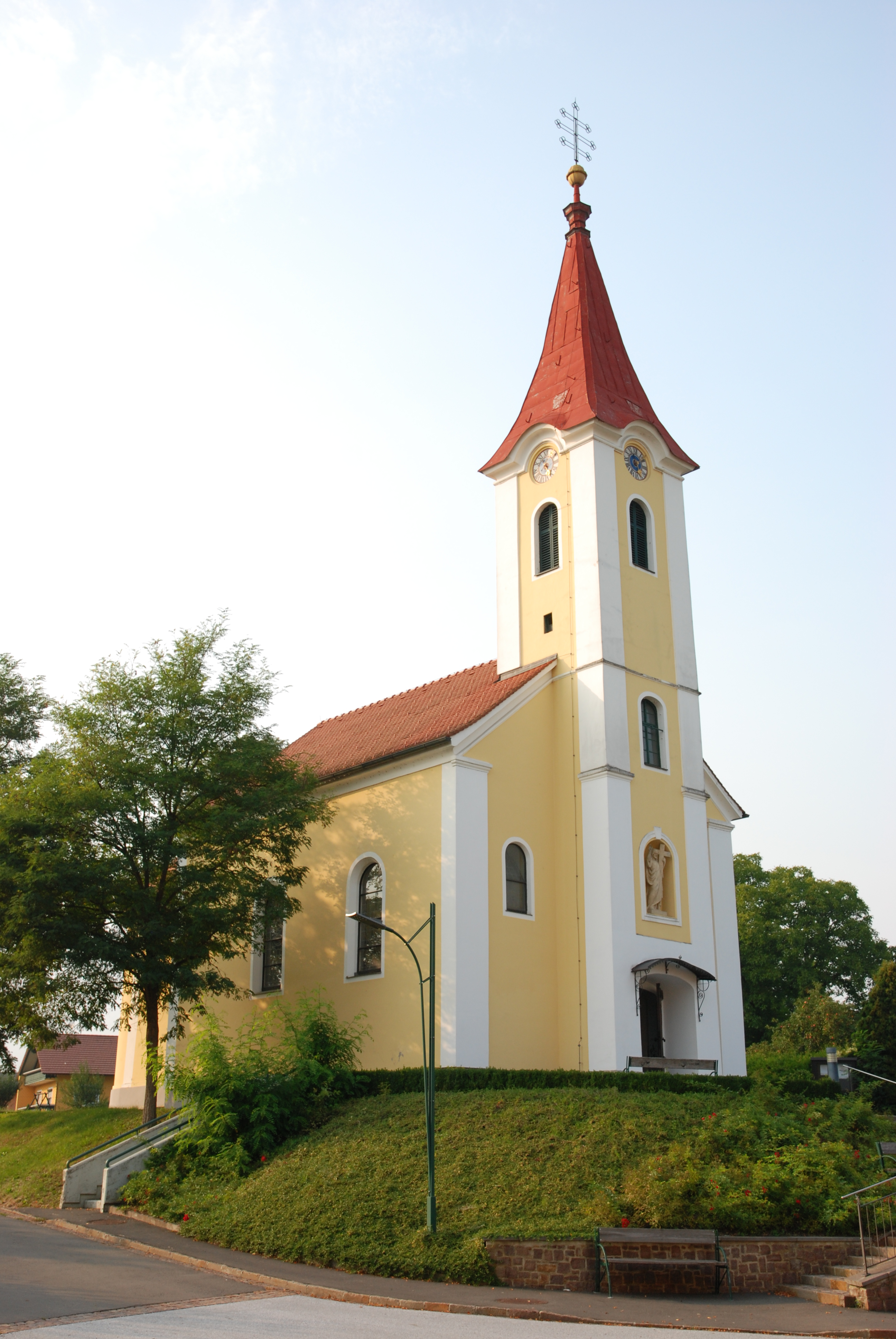
Pfarrkirche Mettersdorf

- Katholische Pfarrkirche Mettersdorf Heiligstes Herz Jesu
- Ursulaquelle
- „Villa Rustica“: Römersiedlung, Museum
- Bärenskulptur im Zentrum
- Kren-Erlebnis-Wanderweg

### Musik
- Musikkapelle Saßtal-Siebing
- Chor Mettersdorf
- Sasstal Beach Music Festival (2003–2011)
- Viva la Pampa Music Festival
- Beat Attack

## Wirtschaft und Infrastruktur

### Tourismusverband
Die Gemeinde bildet gemeinsam mit Jagerberg und St. Stefan im Rosental den Tourismusverband „Saßtal“. Dessen Sitz ist St. Stefan im Rosental.

### Sport
- Erlebnisbad
- Sportverein Fußball
- Run4Fun (Lauftreff)
- Tennis
- Fischen
- Radfahren
- Volleyball

## Politik

### Gemeinderat
Die letzten Gemeinderatswahlen brachten folgende Ergebnisse:
| Partei          | 2020    | 2020  | 2020    | 2015  | 2015  | 2015  | 2010             | 2010             | 2010             | 2005             | 2005             | 2005             | 2000  | 2000  | 2000  |
| Partei          | Stimmen | %     | Mandate | Sti.  | %     | M.    | Sti.             | %                | M.               | Sti.             | %                | M.               | Sti.  | %     | M.    |
| --------------- | ------- | ----- | ------- | ----- | ----- | ----- | ---------------- | ---------------- | ---------------- | ---------------- | ---------------- | ---------------- | ----- | ----- | ----- |
| ÖVP             | 485     | 67    | 11      | 485   | 55    | 8     | 655              | 74               | 11               | 541              | 62               | 10               | 484   | 56    | 9     |
| SPÖ             | 201     | 28    | 4       | 220   | 25    | 4     | 232              | 26               | 04               | 242              | 28               | 04               | 176   | 20    | 3     |
| FPÖ             | 42      | 6     | 0       | 179   | 20    | 3     | nicht kandidiert | nicht kandidiert | nicht kandidiert | 086              | 10               | 01               | 112   | 13    | 2     |
| Die Grünen      |         |       |         |       |       |       | nicht kandidiert | nicht kandidiert | nicht kandidiert | nicht kandidiert | nicht kandidiert | nicht kandidiert | 088   | 10    | 1     |
| Wahlberechtigte | 1.123   | 1.123 | 1.123   | 1.091 | 1.091 | 1.091 | 1.111            | 1.111            | 1.111            | 1.096            | 1.096            | 1.096            | 1.033 | 1.033 | 1.033 |
| Wahlbeteiligung | 66 %    | 66 %  | 66 %    | 82 %  | 82 %  | 82 %  | 82 %             | 82 %             | 82 %             | 81 %             | 81 %             | 81 %             | 85 %  | 85 %  | 85 %  |

Der Gemeinderat setzt sich nach der Gemeinderatswahl 2020 wie folgt zusammen: 11 ÖVP und 4 SPÖ.

### Bürgermeister
- 1990–2008 Franz Gepp[7]
- seit 2008 Josef Schweigler (ÖVP)[8][9]

### Wappen
Das Gemeindewappen wurde Mettersdorf am Saßbach mit Wirkung vom 1. August 1963 von der Steirischen Landesregierung verliehen.
Blasonierung: „In einem von Gold und Blau gespaltenen Schild vorn ein aufgerichteter schwarzer Bär, hinten ein wasserfarbener Wellenbalken.“

### Gemeindepartnerschaften
- seit ?  Magyarszek, Ungarn

## Persönlichkeiten

### Ehrenbürger
- 2014: Hermann Schützenhöfer[12]
- 2022: Wolfgang Koschat (* 1952), langjähriger Pfarrer von Mettersdorf[13]